# 37기 국민PASS카드배 패왕전
37기 국민PASS카드배 패왕전은 대한민국의  국내 기전이며, 도전자 이창호 九단을 전기 36기 패왕 이창호 九단이  3 대 0으로 꺾고 을 단일기전 최초로 우승하여 마지막 우승자가 되었으며, 37기를 끝으로 중지되었다. 

## 대국 결과

### 본선
| 대진     | 연도   | 대국일자 | 승자        | 패자        | 결과            | 기보 |
| -------- | ------ | -------- | ----------- | ----------- | --------------- | ---- |
| 도전 1국 | 2003년 | 5월 일   | 유창혁 九단 | 이창호 九단 |                 |      |
| 도전 2국 | 2003년 | 5월 일   | 유창혁 九단 | 이창호 九단 |                 |      |
| 도전 3국 | 2003년 | 5월 일   | 유창혁 九단 | 이창호 九단 | 251수 흑 반집승 |      |
| 도전 4국 | 2003년 | 월 일    |             |             |                 |      |
| 도전 5국 | 2003년 | 월 일    |             |             |                 |      |